# Jaksonowice
Jaksonowice – wieś w Polsce położona w województwie dolnośląskim, w powiecie wrocławskim, w gminie Długołęka.

## Podział administracyjny
W latach 1975–1998 miejscowość administracyjnie należała do województwa wrocławskiego.

## Historia
Miejscowość została wymieniona w łacińskim dokumencie, wydanym w 1332 roku w Oleśnicy w zlatynizowanej staropolskiej formie villa Jaxonowicz.

## Zabytki
Do wojewódzkiego rejestru zabytków wpisany jest:
- kościół ewangelicki, obecnie rzymskokatolicki pw. Wniebowstąpienia Pana Jezusa, z lat 1883-1884